# Agence juive
 (juin 2015).
 (décembre 2020).
Si vous disposez d'ouvrages ou d'articles de référence ou si vous connaissez des sites web de qualité traitant du thème abordé ici, merci de compléter l'article en donnant les références utiles à sa vérifiabilité et en les liant à la section « Notes et références ».
L'Agence juive (הסוכנות היהודית en hébreu) est une organisation sioniste créée en 1929 sous le nom d'Agence juive pour la Palestine pour être l’exécutif de l'Organisation sioniste mondiale en Palestine mandataire britannique. C'est Chaïm Weizmann qui en fut l'un des principaux initiateurs et dirigeant.
À partir du début des années 1930, elle devient le gouvernement de fait de la population juive palestinienne, et est la matrice de formation des cadres du gouvernement israélien en 1948.
L'Agence juive est alors transformée en organe gouvernemental chargé de l’immigration juive en Israël (Aliyah), sous le nom de Agence juive pour Israël, ou AJPI (הסוכנות היהודית לארץ ישראל en hébreu).

## Histoire

### De l'OSM en 1922 à la transformation en 1929
En 1922, la Société des Nations donne au Royaume-Uni un mandat sur la Palestine, afin « d’instituer dans le pays un état de choses politique, administratif et économique de nature à assurer l’établissement du foyer national pour le peuple juif (…) et à assurer également le développement d’institutions de libre gouvernement, ainsi que la sauvegarde des droits civils et religieux de tous les habitants de la Palestine, à quelque race ou religion qu’ils appartiennent » (article 2 du mandat). À compter de cette date, on parlera de la Palestine mandataire.
Pour assister le Royaume-Uni « un organisme juif convenable sera officiellement reconnu et aura le droit de donner des avis à l’administration de la Palestine et de coopérer avec elle dans toutes questions économiques, sociales et autres, susceptibles d’affecter l’établissement du foyer national juif et les intérêts de la population juive en Palestine, et, toujours sous réserve du contrôle de l’administration, d’aider et de participer au développement du pays. » (article 4 du mandat).
De 1922 à 1929, c’est l’Organisation sioniste mondiale (OSM) elle-même qui assume ce rôle. Sous le nom d'« Exécutif sioniste de Palestine », cette branche de l'OSM organise six départements (politique générale, immigration, colonisation, travaux publics, éducation, santé), et supplante rapidement Asefat ha-nivharim (l'assemblée élue des juifs de Palestine), et son exécutif, le Va'ad Le'ummi (Conseil national).

### La création d’une structure spécifique (1929)
À la suite des efforts diplomatiques de Weizmann, l’OSM prend deux décisions en 1929 :
- Créer une Agence juive structurée.
- L'ouvrir à des juifs non sionistes (assimilationnistes, religieux, juifs américains, etc.).

Cette décision n’opère pas une rupture puisque les structures administratives de la nouvelle agence existaient en fait depuis 1922 (« Exécutif sioniste de Palestine »), sous l’autorité de l’OSM ; l’Agence juive les reprend. Néanmoins le parti révisionniste s'oppose à l'ouverture à des personnalités non-sionistes.
L'Agence reste sous l’autorité de l’OSM, mais réunit à la fois des sionistes, qui ont pour objectif la restauration de l'État juif, et des personnalités qui ont seulement la volonté d'aider les juifs européens qui quittent l'Europe centrale et orientale en proie à un antisémitisme croissant à trouver une terre d'accueil, à l'heure où les États-Unis et l'Europe occidentale ferment leurs portes. Des juifs non sionistes entrent dans ses instances dirigeantes, en particulier des donateurs américains. Léon Blum, qui n'est pas sioniste, y adhère, ainsi qu'Albert Einstein.
À partir de 1929 un parti politique haredim, "ultra-orthodoxe" historiquement antisioniste, accepte une collaboration limitée avec l'Agence, afin de faciliter l'installation de ses immigrants en Palestine, sans soutenir l'objectif de restauration de l'État juif.
Cette ouverture à des personnalités non-sionistes n'empêche pas le parti sioniste de dominer l'Agence, qui se structure rapidement comme un organe représentant les juifs vivant et s'organisant en Palestine, alors que l’OSM reste dominée par des juifs de la Diaspora.

### La prise de contrôle de l’Agence juive par la gauche (1929-1935)
La gauche, très présente dans le Yichouv palestinien, entre rapidement en force au sein de l’Agence juive. Le socialiste Haïm Arlozoroff devient le directeur du département politique de l’Agence juive. À ce poste, il initia en 1933 la négociation avec le troisième Reich de l'Accord Haavara concernant l'émigration de juifs allemands vers la Palestine et le transfert de leurs fonds, pour environ 60 000 personnes entre l'année de cet accord et sa fin en 1939. Arlozoroff est assassiné le 16 juin 1933 à Tel Aviv. La droite du Parti Révisionniste est accusée du crime mais personne n'est finalement condamné ; en 1977, le nouveau gouvernement, dirigé par la droite de l'époque, ouvre une nouvelle enquête afin de découvrir enfin les assassins mais cette enquête n'aboutit pas et, encore aujourd’hui, personne ne sait qui a tué Arlozoroff. Des renseignements annexes sur cette période sont à consulter au sein du Sionisme révisionniste : La tentation Fasciste et les Birionim (1928-1933). Mais ce crime va avoir plusieurs conséquences importantes pour l’avenir de l’Agence :
- La montée de la gauche.

Après une vigoureuse campagne contre le « péril fasciste », la gauche obtient 44 % des suffrages aux élections de l’OSM de 1933. Dès lors, les partis de gauche (surtout le Mapaï) basés en Palestine, exercent une influence déterminante au sein de l’OSM et de l’Agence juive. Bien que l’Agence soit formellement dirigée par l’OSM, ce sont maintenant les instances présentes en Palestine (et en particulier l’Agence juive) qui influencent l’OSM.
- Le départ de la droite révisionniste

Accusé de l’assassinat d’Haïm Arlozoroff, le Parti révisionniste, marginalisé, quitte l’OSM en 1935, renforçant encore le pouvoir de la gauche au sein de l’Agence juive.
- L’arrivée au pouvoir de David Ben Gourion.

Celui-ci était le secrétaire général de la Histadrout élu en 1921 et il coiffait la Haganah alors milice armée de défense des implantations juives qui subissaient divers attaques armées de Palestiniens arabes, qui étaient opposés à l'arrivée de Juifs après la Première guerre mondiale, dans le cadre du "foyer national juif" prévu par lord Balfour, en 1917. Il était aussi l’homme fort du Mapaï, le principal parti politique juif du Yichouv. Après l’assassinat d' Haïm Arlozoroff, il devient logiquement le président de l’Agence juive en 1935. Il ne quittera ce poste que pour devenir le créateur de l'État d'Israël le 14 mai 1948 et le premier premier ministre de ce nouveau État, qui sera très rapidement reconnu par les États-Unis et l'Union soviétique dès le 15 mai 1948, puis par la Grande-Bretagne vers le 20 mai 1948 et enfin par la France en janvier 1949 (déclaration de reconnaissance dite "Chauvel-Fisher").

### L'Agence juive comme centre du pouvoir sioniste (1933-1935)
Après 1933-1935, l’Agence juive est devenue le véritable centre du pouvoir sioniste, plus que l’OSM, ou plus que l’Assemblée des Juifs de Palestine, Asefat ha-nivharim.
Le cœur du pouvoir sioniste est maintenant situé en Palestine, et non plus en diaspora. Il a cependant la particularité de ne pas être élu par les Juifs de Palestine, mais (à travers l’OSM) par l’ensemble des juifs sionistes, tant en diaspora qu’en Palestine. La différence est cependant peu importante : la gauche sioniste est dominante aussi bien au sein de l’OSM qu’en Palestine.
L’Agence juive se transforme en véritable gouvernement :
- Ce gouvernement a une structure de type diplomatique, en particulier à travers son département politique et indirectement à travers les structures de même type au sein de l’OSM ;
- Il a une police, la police juive de Palestine ("notrim"), qui avait été autorisée et armée par les autorités britanniques afin de soulager la police britannique et l'armée britannique qui avaient de grosses difficultés à maintenir l'ordre public, face notamment aux attaques effectuées par des Palestiniens arabes ;
- Il a une assemblée locale avec des pouvoirs restreints : Asefat ha-nivharim mais qui est quand même une institution reconnue par la puissance britannique ;
- Il a une milice armée, la Haganah, créée en 1921, force juive tolérée par les Britanniques, et dont le contrôle passe de la Histadrout h à l’Agence juive en 1931 (ce qui est toutefois assez théorique car ce sont les mêmes personnes qui dirigent les deux organisations).

Mais ces structures doivent aussi aider à renforcer la présence des juifs en Palestine mandataire.
La population juive en Palestine augmente rapidement depuis les années 1920. Dans les années 1930, c’est l’Agence juive qui reprend le rôle d’intégration des immigrants : la population juive passera à environ 400 000 vers 1935/1936 . Faire venir et intégrer les juifs (surtout européens) est la priorité de l’Agence juive, dirigée par David Ben Gourion. Les Britanniques lui donnent par a des milliers de visas, dont l’Agence juive décide pratiquement des modalités d’attribution. Ce contrôle est évidemment une source de pouvoir : sans refuser la venue des militants des autres partis, l’Agence juive favorise cependant les militants sionistes de gauche.
La population juive en Palestine mandataire passe d'environ 70 000 en 1918 à 83 000 lors du premier recensement effectué par les Britanniques en 1922 et à plus de 700 000 en mai 1948, au moment de la création de l'État d'Israël. Des renseignements complémentaires à ce sujet sont à consulter à l'article sur l'arrivée des juifs du monde entier en Palestine puis en Israël, depuis 1948 : Aliyah.

### Le conflit avec les Britanniques (1939-1948) et la Shoah
De la fin 1935 à 1939, les Palestiniens arabes se soulèvent contre le mandat britannique et la colonisation sioniste. Ce soulèvement est finalement réprimé, avec l’aide de la Haganah, qui se renforce ainsi et qui est considéré par les Arabes de Palestine comme une force auxiliaire des Britanniques.
Mais en 1939, les Britanniques estiment qu’ils doivent trouver une solution politique à ce qu'ils appellent le « problème palestinien ». Ils publient donc cette année là le « troisième livre blanc pour la Palestine ». Il est alors prévu que l'immigration juive en Palestine soit pratiquement stoppée et limitée à quelques milliers d'entrée de Juifs en Palestine britannique. Ce plan prévoit que, dans un délai de dix ans, la Palestine devra devenir un État indépendant unitaire, donc à majorité arabe.
La réaction du mouvement sioniste s’organise autour de l’Agence juive.
Elle se fait d’abord dans le domaine de l’immigration clandestine. L’Agence juive crée le Mossad Le'aliyah Bet, structure clandestine échappant aux Britanniques, pour organiser en parallèle des quotas établis, une immigration illégale de Juifs vers la Palestine appelée Aliyah Bet . Cette immigration clandestine sera pratiquement interrompue entre 1942 et 1945 du fait de la Seconde Guerre mondiale, mais elle amènera tout de même près de 80 000 personnes en Palestine entre 1939 et 1946.
La réaction de l’Agence juive se fait ensuite dans le domaine diplomatique : en 1942, au congrès de l'O.S.M. à Biltmore, l’Organisation sioniste mondiale décide de demander un État juif sur toute la Palestine mandataire. Les diplomates sionistes (du département politique de l’Agence juive) se mettent alors au travail (surtout après 1945), auprès des gouvernements et des opinions publiques, pour défendre cette orientation. Les liens sont rompus avec l’allié historique, les Britanniques. Ces diplomates travaillent en pratique sous la direction de Ben Gourion. Il en va de même pour l’OSM. Celle-ci n’a d’ailleurs plus de président entre 1946 et 1956 (à la suite de la démission de Chaim Weizmann, considéré comme trop pro-Britannique), ce qui accroît encore le pouvoir de l’Agence juive. Dans ce domaine diplomatique, l’Agence juive obtient des résultats : pour le vote historique du 29 novembre 1947, tant les Soviétiques que les Français ou les Américains décident, lors du plan de partage de la Palestine mandataire britannique, de soutenir la création de 2 États, l'un juif, l'autre arabe. Sur la base de ce vote est ensuite créé l'État d'Israël, le 14 mai 1948, lors d'une réunion exceptionnelle du Yishouv à Tel Aviv.
Le 15 mai 1944, le rabbin Weissmandl envoie un condensé des protocoles d'Auschwitz à l’Agence juive, qu’elle n’a jamais rendu public.
La réaction de l’Agence juive se fait enfin par l’affrontement direct avec les Britanniques. L’Agence juive soutient les organisations paramilitaires sionistes comme la Haganah, le Lehi, l’Irgoun et le Palmach. Cette union, créée en mai-juin 1945, dit Mouvement de Rébellion hébraïque, est à l'origine d'un grand nombre d'actes de sabotages, d'attaques de postes de police britannique et d'entrepôts militaires et de l'attentat terroriste pratiqué par l'Irgoun de l'hôtel King David, qui fait 91 victimes civiles en 1946. L'Agence juive organise également des grèves et de nombreuses manifestations contre la puissance mandataire.

### La création de l’État d'Israël (1948)
Au cours de sa session de l'assemblée générale, le 29 novembre 1947, l’ONU décide la création de deux États, l'un juif et l'autre arabe, sur le territoire de la Palestine mandataire, confiée par la Société des Nations par mandat en 1922 à la Grande-Bretagne, qui avait d'ailleurs conquise la Palestine ottomane dès novembre 1917 (bataille de Gaza) et décembre 1917 (arrivée du général Allenby à Jérusalem).
Dès la fin de la Seconde Guerre mondiale, Ben Gourion prépare la guerre qu’il pense probable avec les Arabes de Palestine et les pays arabes. L’Agence juive se lance dans une politique d’armement à grande échelle. Elle organise notamment des collectes de fonds à cet effet, aux États-Unis et au Canada, notamment . Des ateliers produisent des armes en Palestine (notamment dans des kibboutz) et des surplus de la guerre sont achetés à travers toute la planète. Les Soviétiques, en particulier, ainsi que la Tchécoslovaquie, acceptent de fournir des armes à grande échelle. Certaines sont partantes de ports français clandestinement et beaucoup ne pourront être acheminées qu’après la création de l’État juif (le 14 mai 1948), mais elles permettront au jeune État de gagner la guerre d’indépendance.
En octobre 1947, un comité conjoint du Va'ad Le'ummi (Conseil national) et de l'Agence juive prépare le cadre « constitutionnel » du futur État.
Le 1er mars 1948, un Conseil du peuple est mis en place. Trois semaines plus tard, ses 37 membres approuvent la formule d'un gouvernement provisoire.
Le 14 mai 1948, dans l'après-midi, c’est David Ben Gourion, président de l’Agence juive qui prononce à Tel Aviv la déclaration d'indépendance de l'État d'Israël. Les 37 membres du Conseil du peuple se transforment alors en gouvernement provisoire du nouvel État. En pratique, c'est surtout l'Agence juive qui forme le nouveau gouvernement :
- Son président, Ben Gourion, devient le premier chef du gouvernement d'Israël ;
- le chef du département politique de l'Agence, Moshé Sharett est nommé ministre des Affaires étrangères ;
- le chef du département « finances » et trésorier de l’Agence, Eliezer Kaplan, devient ministre des Finances.

### Après la création de l’État d'Israël
Après la création de l'État d'Israël, le 14 mai 1948, l'Agence juive ne disparaît pas, mais elle perd tous ses pouvoirs politiques qui sont tous transférés au gouvernement israélien. Elle devient l'organisme chargé de l'accueil des Juifs du monde entier désirant s'établir au sein de l'État juif en réalisant leur Alya.

## Fonctions
Entre 1948 et 2019, une moyenne annuelle d'environ 48 000 Juifs se sont établis en Israël. Sur environ 9,6 millions d'habitants en Israël en 2020, environ 3 300 000 personnes sont venues depuis la création de l'État en 1948, de toutes les communautés juives établies dans le monde entier et représentent environ 45 % de la population totale juive établie en Israël (les Juifs représentant environ 75 % de la totalité de la population résidant en Israël). Afin de remplir cette mission essentielle pour l'avenir de l'État d'Israël, elle dispose à cet effet de représentations dans tous les pays importants au regard de leur population juive : États-Unis, Canada, Russie, Ukraine, Grande- Bretagne, France, Argentine, Brésil, Hollande, Afrique du Sud, Allemagne, Suisse, Belgique, etc.
L’Agence juive est un organisme parapublic du gouvernement israélien et ne dépend plus de l'Organisation sioniste mondiale depuis 2009. C'est l'organisme qui est chargé de l’immigration au sein de la Diaspora, et de l'accueil des nouveaux immigrants (en particulier la gestion des centres d’absorption).
Aujourd'hui, l'Agence juive s'attelle, en plus des taches et missions relatives à la venue des Juifs en Israël, à de nombreux projets qui ne sont pas tous liés à l'immigration. Elle soutient divers programmes d'éducation dans les zones urbaines ou périphériques au sein des grands ensembles des grandes villes de l'État juif.

## Présidents
La présidence de l'Agence juive est assurée par le président de l'Organisation sioniste mondiale jusqu'en 2009, quand les fonctions sont séparées.
| Période     | Nom                  |         |
| ----------- | -------------------- | ------- |
| 1923-1931   | Frederick Kisch (en) |         |
| 1931-1933   | Haïm Arlozoroff      |         |
| 1933-1935   | Arthur Ruppin        |         |
| 1935-1948   | David Ben-Gurion     |         |
| 1948-1956   | Berl Locker          |         |
| 1956-1961   | Zalman Shazar        |         |
| 1961-1965   | Moshe Sharett        |         |
| 1965-1974   | Louis Arie Pincus    |         |
| 1974-1975   | Pinhas Sapir         |         |
| 1976-1978   | Yosef Almogi (en)    |         |
| 1978-1987   | Arieh Dulzin (en)    |         |
| 1987-1995   | Simha Dinitz (en)    |         |
| 1995-1999   | Avraham Burg         |         |
| 1999-2005   | Sallai Meridor (en)  |         |
| 2005-2009   | Ze'ev Bielski (en)   |         |
| 2009-2018   | Natan Sharansky      |         |
| 2018-2021   | Isaac Herzog         |         |
| 2021-2022   | Yaakov Hagoel (en)   | intérim |
| depuis 2022 | Doron Almog (en)     |         |